# Norgesmesterskapet 2005
La Norgesmesterskapet 2005 di calcio fu la 100ª edizione della manifestazione. Iniziò il 7 maggio e si concluse il 6 novembre 2005 con la finale all'Ullevaal Stadion, vinta dal Molde per quattro a due (dopo i tempi supplementari) sul Lillestrøm. La squadra detentrice era il Brann.

## Formula
La competizione fu interamente ad eliminazione diretta. Tutti i turni si svolsero in gara unica, con eventuali tempi supplementari e calci di rigore.

## Calendario

### Primo turno
|                     | Risultato    |                   | Data                |
| ------------------- | ------------ | ----------------- | ------------------- |
| Gneist              | 0-5          | Brann             | 7 maggio ore 16.00  |
| Orkla               | 0-11         | Rosenborg         | 10 maggio ore 18.00 |
| Tromsdalen          | 3-0          | Mjølner           | 10 maggio ore 18.00 |
| Voss                | 0-2          | Bryne             | 11 maggio ore 18.00 |
| Kvik Halden         | 1-2          | Kjelsås           | 11 maggio ore 18.00 |
| Sarpsborg Sparta    | 2-1          | Lørenskog         | 11 maggio ore 18.00 |
| Gresvik             | 1-3          | Fredrikstad       | 11 maggio ore 18.00 |
| Råde                | 1-2          | Moss              | 11 maggio ore 18.00 |
| Drøbak/Frogn        | 5-0          | Eidsvold          | 11 maggio ore 18.00 |
| Klemetsrud          | 1-3          | Lyn Oslo          | 11 maggio ore 18.00 |
| Mercantile          | 1-2          | Lillehammer       | 11 maggio ore 18.00 |
| Frigg               | 2-1          | Tollnes           | 11 maggio ore 18.00 |
| Korsvoll            | 0-6          | Follo             | 11 maggio ore 18.00 |
| Bygdø Monolitten    | 0-1          | Skeid             | 11 maggio ore 18.00 |
| Fossum              | 0-8          | Stabæk            | 11 maggio ore 18.00 |
| Bærum               | 5-1          | Gjøvik-Lyn        | 11 maggio ore 18.00 |
| Strømmen            | 5-2          | Sprint-Jeløy      | 11 maggio ore 18.00 |
| Ullensaker/Kisa     | 0-2          | Sarpsborg         | 11 maggio ore 18.00 |
| Eidsvold Turn       | 2-1          | Ringsaker         | 11 maggio ore 18.00 |
| Sander              | 0-1          | Lillestrøm        | 11 maggio ore 18.00 |
| Nybergsund          | 14-2         | Grue              | 11 maggio ore 18.00 |
| Elverum             | 0-7          | HamKam            | 11 maggio ore 18.00 |
| Brumunddal          | 0-5          | Groruddalen       | 11 maggio ore 18.00 |
| Raufoss             | 4-0          | Asker             | 11 maggio ore 18.00 |
| Toten               | 0-10         | Kongsvinger       | 11 maggio ore 18.00 |
| Hadeland            | 2-10         | Vålerenga         | 11 maggio ore 18.00 |
| Jevnaker            | 0-4          | Strømsgodset      | 11 maggio ore 18.00 |
| Mjøndalen           | 1-2          | Hønefoss          | 11 maggio ore 18.00 |
| Ørn-Horten          | 0-5          | Manglerud Star    | 11 maggio ore 18.00 |
| Runar               | 1-3          | Sandefjord        | 11 maggio ore 18.00 |
| Flint               | 0-4          | Tønsberg          | 11 maggio ore 18.00 |
| Fram Larvik         | 3-2          | Larvik Turn       | 11 maggio ore 18.00 |
| Notodden            | 9-0          | KFUM Oslo         | 11 maggio ore 18.00 |
| Langesund/Stathelle | 0-4          | Odd Grenland      | 11 maggio ore 18.00 |
| Jerv                | 1-2          | Pors Grenland     | 11 maggio ore 18.00 |
| Vindbjart           | 1-3          | Mandalskameratene | 11 maggio ore 18.00 |
| Flekkerøy           | 4-0          | Egersund          | 11 maggio ore 18.00 |
| Lyngdal             | 1-2          | Start             | 11 maggio ore 18.00 |
| Klepp               | 3-2          | Ålgård            | 11 maggio ore 18.00 |
| Sandnes Ulf         | 1-0          | Vidar             | 11 maggio ore 18.00 |
| Vaulen              | 1-2          | Viking            | 11 maggio ore 18.00 |
| Vard Haugesund      | 5-1          | Randaberg         | 11 maggio ore 18.00 |
| Kopervik            | 0-1          | Haugesund         | 11 maggio ore 18.00 |
| Hovding             | 2-1          | Fana              | 11 maggio ore 18.00 |
| Åsane               | 1-4          | Fyllingen         | 11 maggio ore 18.00 |
| Radøy/Manger        | 2-0          | Årdal             | 11 maggio ore 18.00 |
| Stord/Moster        | 1-0          | Askøy             | 11 maggio ore 18.00 |
| Trio                | 0-1          | Løv-Ham           | 11 maggio ore 18.00 |
| Høyang              | 0-10         | Sogndal           | 11 maggio ore 18.00 |
| Stryn               | 2-4          | Hødd              | 11 maggio ore 18.00 |
| Hareid              | 0-4          | Aalesund          | 11 maggio ore 18.00 |
| Dahle               | 0-8          | Molde             | 11 maggio ore 18.00 |
| Kolstad             | 3-2          | Træff             | 11 maggio ore 18.00 |
| Byåsen              | 5-3          | Averøykameratene  | 11 maggio ore 18.00 |
| Ranheim             | 1-0          | NTNUI             | 11 maggio ore 18.00 |
| Verdal              | 7-6 (d.c.r.) | Steinkjer         | 11 maggio ore 18.00 |
| Levanger            | 7-0          | Rissa             | 11 maggio ore 18.00 |
| Rørvik              | 2-3          | Strindheim        | 11 maggio ore 18.00 |
| Fauske/Sprint       | 2-4          | Bodø/Glimt        | 11 maggio ore 18.00 |
| Innstranden         | 3-6          | Mo                | 11 maggio ore 18.00 |
| Ishavsbyen          | 0-4          | Tromsø            | 11 maggio ore 18.00 |
| Lyngen/Karnes       | 4-3          | Harstad           | 11 maggio ore 18.00 |
| Bossekop            | 1-2          | Alta              | 11 maggio ore 18.00 |
| Lofoten             | 5-2          | Skarp             | 11 maggio ore 18.45 |

### Secondo turno
|                | Risultato |                   | Data                |
| -------------- | --------- | ----------------- | ------------------- |
| Sarpsborg      | 0-4       | Vålerenga         | 18 maggio ore 18.00 |
| Moss           | 2-1       | Raufoss           | 18 maggio ore 18.00 |
| Drøbak/Frogn   | 0-5       | Odd Grenland      | 18 maggio ore 18.00 |
| Kjelsås        | 0-2       | Hønefoss          | 18 maggio ore 18.00 |
| Nybergsund     | 3-2       | Skeid             | 18 maggio ore 18.00 |
| Tønsberg       | 4-1       | Notodden          | 18 maggio ore 18.00 |
| Sandefjord     | 2-1       | Sarpsborg Sparta  | 18 maggio ore 18.00 |
| Fram Larvik    | 1-2       | Start             | 18 maggio ore 18.00 |
| Bryne          | 4-0       | Sandnes Ulf       | 18 maggio ore 18.00 |
| Haugesund      | 0-1       | Vard Haugesund    | 18 maggio ore 18.00 |
| Stord/Moster   | 0-1       | Løv-Ham           | 18 maggio ore 18.00 |
| Ranheim        | 1-4       | Bodø/Glimt        | 18 maggio ore 18.00 |
| Strindheim     | 4-2       | Lofoten           | 18 maggio ore 18.00 |
| Levanger       | 0-2       | Aalesund          | 18 maggio ore 18.00 |
| Mo             | 2-5       | Byåsen            | 18 maggio ore 18.00 |
| Tromsdalen     | 1-3       | Tromsø            | 18 maggio ore 18.00 |
| Lyngen/Karnes  | 1-2       | Alta              | 18 maggio ore 18.00 |
| Follo          | 0-1       | Strømsgodset      | 19 maggio ore 18.00 |
| Manglerud Star | 2-1       | Kongsvinger       | 19 maggio ore 18.00 |
| Groruddalen    | 1-5       | Fredrikstad       | 19 maggio ore 18.00 |
| Stabæk         | 6-2       | Bærum             | 19 maggio ore 18.00 |
| Strømmen       | 1-3       | Lillestrøm        | 19 maggio ore 18.00 |
| Eidsvold Turn  | 1-2       | Lyn Oslo          | 19 maggio ore 18.00 |
| Lillehammer    | 0-4       | HamKam            | 19 maggio ore 18.00 |
| Pors Grenland  | 2-0       | Frigg             | 19 maggio ore 18.00 |
| Flekkerøy      | 0-2       | Mandalskameratene | 19 maggio ore 18.00 |
| Klepp          | 2-4       | Viking            | 19 maggio ore 18.00 |
| Fyllingen      | 3-5       | Sogndal           | 19 maggio ore 18.00 |
| Radøy/Manger   | 1-3       | Brann             | 19 maggio ore 18.00 |
| Hødd           | 5-1       | Hovding           | 19 maggio ore 18.00 |
| Kolstad        | 1-2       | Molde             | 19 maggio ore 18.00 |
| Verdal         | 0-7       | Rosenborg         | 19 maggio ore 18.00 |

### Terzo turno
|                | Risultato |                   | Data                |
| -------------- | --------- | ----------------- | ------------------- |
| Fredrikstad    | 2-0       | Sandefjord        | 15 giugno ore 18.00 |
| Vålerenga      | 7-0       | Manglerud Star    | 15 giugno ore 18.00 |
| Lillestrøm     | 5-3       | Moss              | 15 giugno ore 18.00 |
| Hønefoss       | 2-1       | Lyn Oslo          | 15 giugno ore 18.00 |
| Strømsgodset   | 0-1       | Stabæk            | 15 giugno ore 18.00 |
| Odd Grenland   | 1-0       | Pors Grenland     | 15 giugno ore 18.00 |
| Start          | 2-1       | Mandalskameratene | 15 giugno ore 18.00 |
| Bryne          | 5-1       | Tønsberg          | 15 giugno ore 18.00 |
| Sogndal        | 0-1       | HamKam            | 15 giugno ore 18.00 |
| Aalesund       | 3-1       | Hødd              | 15 giugno ore 18.00 |
| Molde          | 3-2       | Nybergsund        | 15 giugno ore 18.00 |
| Byåsen         | 1-8       | Rosenborg         | 15 giugno ore 18.00 |
| Bodø/Glimt     | 4-3       | Strindheim        | 15 giugno ore 18.00 |
| Alta           | 2-1       | Tromsø            | 15 giugno ore 18.00 |
| Løv-Ham        | 0-1       | Brann             | 16 giugno ore 18.00 |
| Vard Haugesund | 0-3       | Viking            | 22 giugno ore 19.00 |

### Quarto turno
|              | Risultato |             | Data                |
| ------------ | --------- | ----------- | ------------------- |
| Stabæk       | 4-2       | Fredrikstad | 29 giugno ore 18.00 |
| HamKam       | 2-0       | Bryne       | 29 giugno ore 18.00 |
| Odd Grenland | 6-0       | Alta        | 29 giugno ore 18.00 |
| Brann        | 3-2       | Aalesund    | 29 giugno ore 18.00 |
| Bodø/Glimt   | 1-2       | Molde       | 29 giugno ore 18.00 |
| Start        | 2-3       | Vålerenga   | 30 giugno ore 18.00 |
| Viking       | 0-2       | Lillestrøm  | 30 giugno ore 18.00 |
| Rosenborg    | 1-2       | Hønefoss    | 30 giugno ore 18.00 |

### Quarti di finale
|            | Risultato |              | Data                |
| ---------- | --------- | ------------ | ------------------- |
| Molde      | 2-1       | Odd Grenland | 20 agosto ore 16.00 |
| Vålerenga  | 2-1       | Brann        | 20 agosto ore 19.00 |
| Hønefoss   | 4-0       | HamKam       | 21 agosto ore 16.00 |
| Lillestrøm | 3-1       | Stabæk       | 21 agosto ore 19.00 |

### Semifinali
|            | Risultato |           | Data                   |
| ---------- | --------- | --------- | ---------------------- |
| Lillestrøm | 2-0       | Vålerenga | 21 settembre ore 19.00 |
| Molde      | 1-0       | Hønefoss  | 22 settembre ore 19.00 |

### Finale
| Arbitro: | Sandmoen |

|                         |           |                                             |
| Mouelhi 46’ Sundgot 90’ | Marcatori | 25’ Friend 65’ Konate 94’ Hestad 119’ Husøy |

| Lillestrøm | Molde |

#### Formazioni
| Lillestrøm (4-4-2) |    |                       |      |
|                    |    |                       |      |
| POR                | 1  | Claus Reitmaier       |      |
| TD                 | 5  | Christoffer Andersson | 85’  |
| DC                 | 13 | Frode Kippe (C)       |      |
| DC                 | 23 | Pål Steffen Andresen  |      |
| TS                 | 6  | Pål Strand            |      |
| CLD                | 12 | Bjørn Helge Riise     |      |
| CEN                | 7  | Espen Søgård          | 70’  |
| CEN                | 25 | Robert Koren          |      |
| CLS                | 8  | Khaled Mouelhi        |      |
| ATT                | 10 | Magnus Powell         | 119’ |
| ATT                | 18 | Arild Sundgot         |      |
| A disposizione:    |    |                       |      |
| POR                | 1  | Heinz Müller          |      |
| DIF                | 2  | Anders Rambekk        | 85’  |
| DIF                | 3  | Shane Stefanutto      |      |
| CEN                | 9  | Johan Petter Winsnes  |      |
| ATT                | 11 | Magnus Myklebust      | 119’ |
| CEN                | 14 | Saša Radulović        |      |
| ATT                | 24 | Andreas Haddad        | 70’  |
| Allenatore:        |    |                       |      |
| Uwe Rösler         |    |                       |      |

| Molde (4-4-2)  |    |                           |  |     |
|                |    |                           |  |     |
| POR            | 1  | Knut Dørum Lillebakk      |  |     |
| TD             | 17 | Trond Strande             |  | 85’ |
| DC             | 24 | Marcus Andreasson         |  |     |
| DC             | 33 | Petter Christian Singsaas |  |     |
| TS             | 5  | Øyvind Gjerde             |  | 70’ |
| CLD            | 10 | Stian Ohr                 |  |     |
| CEN            | 6  | Daniel Berg Hestad (C)    |  |     |
| CEN            | 11 | Magnus Kihlberg           |  | 89’ |
| CLS            | 15 | Petter Rudi               |  |     |
| ATT            | 11 | Madiou Konate             |  | 81’ |
| ATT            | 9  | Rob Friend                |  |     |
| A disposizione |    |                           |  |     |
| POR            | 12 | Lars Ivar Moldskred       |  |     |
| DIF            | 2  | Toni Kallio               |  | 70’ |
| CEN            | 7  | Thomas Mork               |  |     |
| CEN            | 8  | Dag Roar Ørsal            |  |     |
| CEN            | 14 | John Andreas Husøy        |  | 81’ |
| CEN            | 23 | Tommy Eide Møster         |  |     |
| ATT            | 24 | Matej Mavrič              |  | 85’ |
| Allenatore:    |    |                           |  |     |
| Bo Johansson   |    |                           |  |     |